# CCH Pounder
Carol Christine Hilaria Pounder (Georgetown, Guayana británica; 25 de diciembre de 1952) es una actriz estadounidense  tanto de cine como de televisión. Normalmente se la acredita como CCH Pounder (en sus inicios fue llamada C.C.H Pounder). Ha aparecido en diversas películas y miniseries de televisión, así como invitada en series de televisión.

## Biografía

### Primeros años
Pounder es hija de Betsy y Ronald Pounder, nació en Georgetown, Guyana. Su educación fue impartida en el Reino Unido. En los años 70 se mudó a Estados Unidos. Su debut actoral fue en la película de 1979 All That Jazz.

### Carrera
Pounder fue protagonista de la película Bagdad Café y ha hecho apariciones menores en variadas películas. Sin embargo, su foco actoral se da en televisión, donde ha protagonizado diversos papeles, apareciendo por primera vez en televisión en la serie Hill Street Blues a inicios de los años 1980. Luego de esto, Pounder realizó actuaciones menores en otras series populares (Miami Vice, La Ley de Los Angeles, The X-Files, Living Single and Quantum Leap) antes de tener su primer papel estable como la Doctora Angela Hicks en la serie Sala de Urgencias entre los años 1994 y 1997, papel por el que recibiría una nominación al Premio Emmy a la mejor actriz de reparto en una serie dramática. Después siguió teniendo actuaciones menores en otras series como Los Practicantes, Law & Order: Special Victims Unit, Millenium, El Ala Oeste de la Casa Blanca y Women in Prison.
A partir del año 2002 ocupa el papel de la detective Claudette Wyms en la serie The Shield, papel que le otorgó una nueva nominación a un Premio Emmy por Mejor Actriz de Reparto en el año 2005. Anteriormente ya había sido nominada a este premio en los años 1995 y 1997, por papeles secundarios en The X-Files y Sala de Urgencias, respectivamente. Ella además ha prestado su voz para videojuegos y series animadas, incluyendo Aladdin and the King of Thieves, Gárgolas como la voz de Desdémona y más recientemente en la versión animada de la Liga de la Justicia Ilimitada como Amanda Waller.
Desde el 23 de septiembre de 2014, forma parte del elenco principal de NCIS: New Orleans en el papel de la Doctora Loretta Wade.

### Vida personal
Pounder contrajo matrimonio con un antropólogo senegalés llamado Boubacar Kone, con quien se casó en una ceremonia africana en Dakar, Senegal y más tarde en un evento en Los Ángeles, California. Kone fue el fundador del Museo The Boribana en Dakar. Kone falleció en 2016.
Pounder durante un tiempo poseía una tienda de joyas llamada Banji Girls, establecida por su compañera de negocios Conni Marie Brazelton. Actualmente Pounder vende joyas a través de su sitio web cchpounder.com

## Filmografía
- All That Jazz (1979)
- Union City (1980)
- I'm Dancing as Fast as I Can (1982)
- El honor de los Prizzi (1985)
- Bagdad Café (1987)
- Asesinato en Mississippi (1990)
- Postcards from the Edge (1990)
- Psicosis IV (1990)
- The Importance of Being Earnest (1992)
- Benny & Joon (1993)
- Lifepod (1993)
- Sliver (1993)
- RoboCop 3 (1993)
- Demon Knight (1995)
- Jack Reed: Uno de los nuestros (1995)
- Aladdin and the King of Thieves (1996)
- Melting Pot (1997)
- Blossoms and Veils (1997)
- Face/Off (1997)
- End of Days (1999)
- Things Behind the Sun (2001)
- Baby of the Family (2002)
- Tèt Grenné (2002)
- Redemption: The Stan Tookie Williams Story (2004)
- The Shield: Claudete Wyms (2002)
- Rain  (2007) (Sra. Adams)
- La huérfana  (2009) (Hermana Abigail)
- Avatar  (2009) (Mo'at)
- Cazadores de sombras: Ciudad de hueso (2012) (Dorothea)
- Batman: Assault on Arkham ... Amanda Waller (voz) (2014)
- Avatar: The Way of Water (2021)
- Avatar 3 (2023)